# Jack Dryden
John R. Dryden (21 tháng 8 năm 1908 – 1975) là một cầu thủ bóng đá người Anh thi đấu ở vị trí tiền vệ chạy cánh cho nhiều câu lạc bộ Football League trong thập niên 1930 trước khi sự nghiệp bị Thế chiến thứ hai làm gián đoạn.